# جو جین می
جو جین می (انگلیسی: Jo Jin-mi؛ زادهٔ ۱۵ نوامبر ۲۰۰۴) شیرجه‌رو اهل کره شمالی است.